# Austrian Gaming Industries GmbH
«Austrian Gaming Industries GmbH», (AGI) — 100-процентное дочернее предприятие холдинга Novomatic AG Holding. Является главным производственным звеном группы компаний Novomatic. Предприятие непосредственно занимается производством и дистрибуцией игровых автоматов, в основном под торговой маркой «Admiral».

## Деятельность
Комплектующие к игровым автоматам производятся в странах Азии, конечная сборка и отгрузка покупателям происходит на трёх заводах компании (два в Чехии, и один в Австрии).
В 2007 году компания продала более 75 тыс. игровых игровых устройств в 62 странах.

## Продукция
Компания производит игровые автоматы в различных вариантах, а также электронные и механические рулетки. С автоматами поставляется несколько из 350 различных игр, произведённых компанией.
Начиная с 2003 года игровые автоматы «Admiral» приобрели большую популярность в России и странах СНГ, и присутствуют практически в каждом игровом салоне.

## Борьба с контрофактной продукцией
Компания ведёт активную борьбу с распространением контрафактной (нелицензионной, поддельной) продукцией, распространение которой, происходит все чаще в России и странах СНГ. Периодически проводятся рейды с привлечением сотрудников правоохранительных органов по выявлению контрафактной продукции.